# Theroscopus melanurator
Theroscopus melanurator är en stekelart som beskrevs av Aubert 1995. Theroscopus melanurator ingår i släktet Theroscopus och familjen brokparasitsteklar. Inga underarter finns listade i Catalogue of Life.